# Майнер, Гарольд
Гарольд Дэвид Майнер (англ. Harold David Miner; родился 5 мая 1971 года, Инглвуд, штат Калифорния, США) — американский профессиональный баскетболист.

## Ранние годы
Гарольд Майнер родился в городе Инглвуд (штат Калифорния), учился в Инглвудской школе, в которой играл за местную баскетбольную команду. В 1992 году окончил Университет Южной Калифорнии, где в течение трёх лет выступал за команду «УСК Тродженс», в которой провёл успешную карьеру, набрав в итоге 2048 очков, 471 подбор, 155 передач, 98 перехватов и 19 блок-шотов, к тому же два раза помогал вывести свою команду в плей-офф (1/16 финала) студенческого чемпионата NCAA (1991—1992).

## Баскетбольная карьера
Играл на позиции атакующего защитника, разыгрывающего защитника и лёгкого форварда. В 1992 году был выбран на драфте НБА под 12-м номером командой «Майами Хит». Позже выступал за команду «Кливленд Кавальерс». Всего в НБА провёл 4 сезона. Два раза становился победителем конкурса по броскам сверху (1993, 1995), ежегодно проводимого в рамках звёздного уикенда НБА. В 1992 году признавался баскетболистом года среди студентов конференции Pacific-12, а также включался в 1-ю всеамериканскую сборную NCAA. Всего за карьеру в НБА сыграл 200 игр, в которых набрал 1801 очко (в среднем 9,0 за игру), сделал 432 подбора, 245 передач, 80 перехватов и 27 блок-шотов.